# Dżapana
Dżapana (gruz. ჯაპანა) – wieś w Gruzji, w regionie Guria, w gminie Lanczchuti. W 2014 roku liczyła 306 mieszkańców.